# Uelzen Open R
Das Uelzen Open R ist ein  Musikfestival, das seit 2008, außer 2011, jährlich auf dem Albrecht-Thaer-Gelände in der Hansestadt Uelzen veranstaltet wird. Seit 2016 trägt der Veranstaltungsname den Zusatz „Festival“. Auf den Plakaten der Veranstaltung wird es nur mit Open R Festival promotet.

## Geschichte

### Erstes Festival
Im Jahr 2008 veranstaltete Ulrich Gustävel das erste Uelzen Open R. Vor über 30.000 Zuschauern sind unter anderem Die Ärzte, Mando Diao und die Sportfreunde Stiller aufgetreten.

### 2009 bis 2011 – Die Anfangsjahre
Aufgrund des Erfolges des ersten Uelzen Open R entschied Veranstalter Ulrich Gustävel mit seinem Team, ein jährliches Festival in Uelzen zu installieren. Das Event wurde 2009 erstmals als Uelzen Open R beworben. Acts waren unter anderem Amy McDonald, Silbermond, Jan Delay und Samy Deluxe. Mit weniger als 10.000 Zuschauern blieb der erneute Erfolg jedoch aus. Dennoch entschied sich das Veranstalterteam, auch 2010 ein Festival zu veranstalten. Engagiert wurden Die Fantastischen Vier, Stanfour, Culcha Candela, Ich+Ich und Eisblume. Weil der Erfolg mit 10.000 Besuchern erneut ausblieb und der geplante Act für 2011, Bryan Adams, absagte, hat 2011 kein Uelzen Open R stattgefunden.

### 2012 bis 2015 – Neues Konzept
Um eine Fortführung des Festivals zu bewerkstelligen, entschieden sich die Veranstalter 2012 für ein neues Konzept: Auf dem Albrecht-Thear-Gelände wurde mit Tribünen eine Arena aufgebaut und das Unternehmen Almased als Sponsor gewonnen. So konnte auch im Falle einer niedrigen Zuschauerzahl die Finanzierung sichergestellt werden. 2012 gastierten Herbert Grönemeyer und Die Orsons in Uelzen, 2013 kamen erneut Die Ärzte und spielten zusammen mit Kraftklub und Bonaparte vor über 20.000 Zuschauern. 2014 erstreckte sich das Open R erstmals über zwei Tage. Am ersten Tag standen BossHoss und Bosse auf der Bühne, während sich am zweiten Tag Die Höhner, Voxxclub und Santiano die Klinke gaben. 2015 trat Peter Maffay in Uelzen auf.

### Seit 2016 – Internationales Geschäft

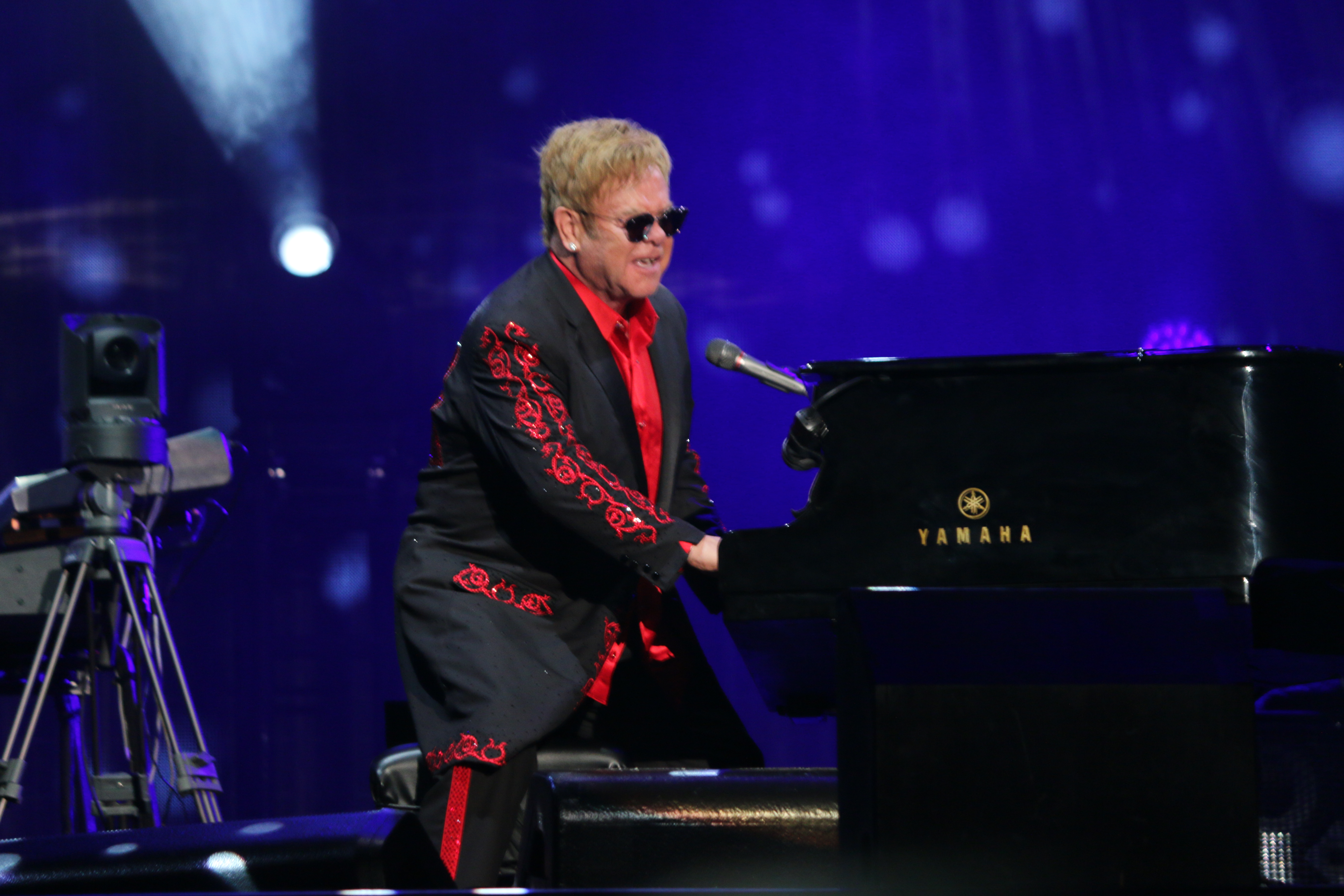
Sir Elton John

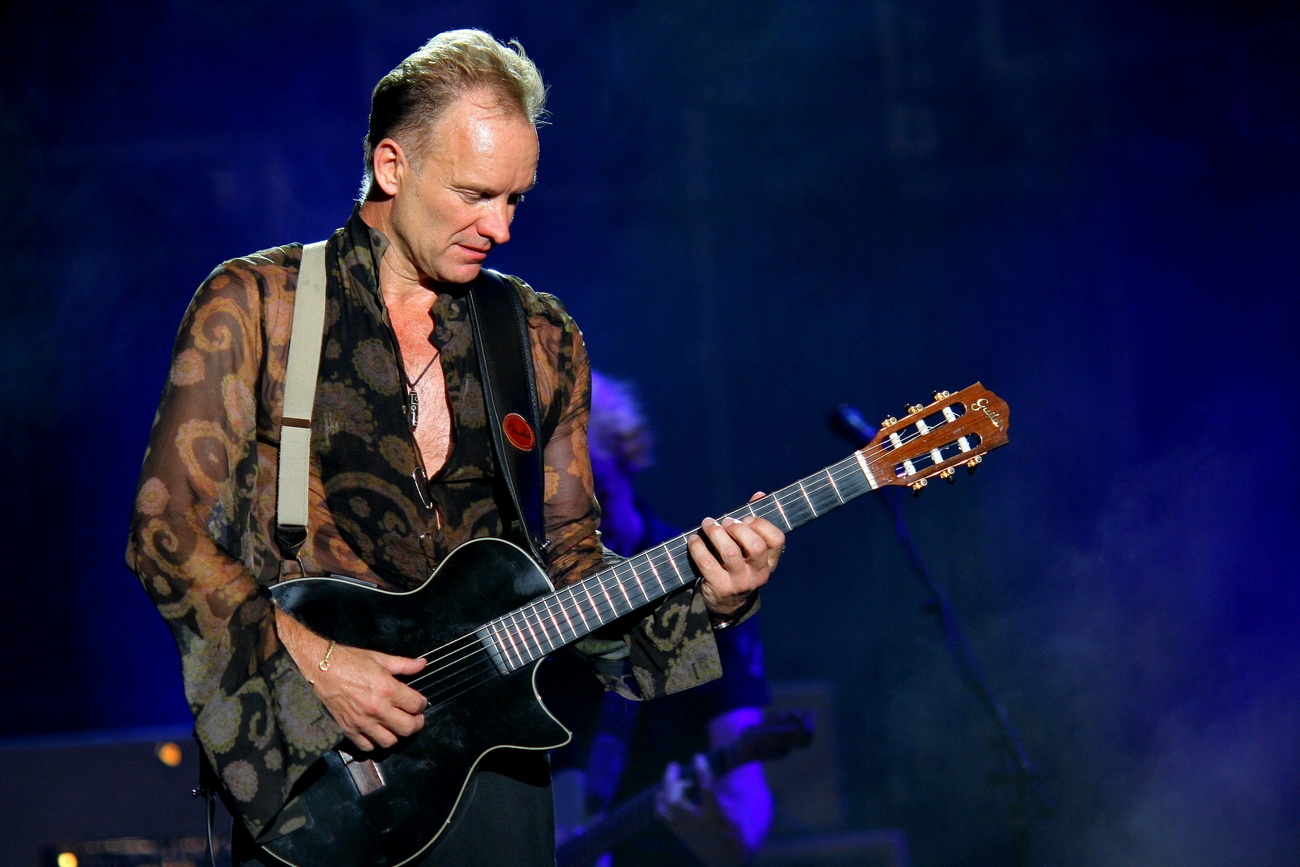
2017 wurde das Festival von Sting eröffnet (Archivbild)

2016 wurde das Festival auf drei Tage ausgedehnt. Mit Elton John kam erstmals ein Weltstar in die Hansestadt. Des Weiteren standen Foy Vance (als Support von Elton John), Mark Forster, Roland Kaiser, Glasperlenspiel, Namika, Johannes Oerding, Maite Kelly und Lot auf der Bühne. Insgesamt haben fast 30.000 Besucher den Weg auf das Festival-Gelände gefunden. Der dritte und letzte Tag des Open R 2016 fand mit Roland Kaiser und Maite Kelly statt und wurde nicht von Ulrich Gustävel, sondern von der Uelzener Ferienwelt veranstaltet.
Für das Festival im August 2017 sind unter anderem Bob Geldof, Robin Schulz, Jonas Blue, Feder, Rea Garvey, Silbermond und Max Giesinger angekündigt. Am 7. April 2017 wurde angekündigt, dass auch Sting auftreten wird, weshalb der Beginn des Festivals auf den 1. August vorverlegt wurde.
Seit einigen Jahren Arbeit der Veranstalter des OPEN R FESTIVAL – Ulrich Gustävel – mit der Uelzener Ferienwelt GmbH & Co. KG zusammen. Zusammen hat man in der Vergangenheit das OPEN R FESTIVAL mit Roland Kaiser (2016) und das OPEN R FESTIVAL „House & Club“ 2017 veranstaltet.

## Übersicht
| Jahr | Besucherzahl | Dauer (Tage) | Künstler |
| ---- | ------------ | ------------ | --- |
| 2008 | ~30.000      | 1            | Die Ärzte, Mando Diao, Sportfreunde Stiller, Panteón Rococó |
| 2009 | <10.000      | 1            | Amy McDonald, Silbermond, Jan Delay, Samy Deluxe |
| 2010 | ´~10.000     | 1            | Die Fantastischen Vier, Stanfour, Culcha Candela, Ich+Ich, Eisblume |
| 2011 | -            | -            | Fand nicht statt. |
| 2012 | -            | 1            | Herbert Grönemeyer, Die Orsons |
| 2013 | >20.000      | 1            | Die Ärzte, Kraftklub, Bonaparte |
| 2014 | -            | 2            | Tag 1: The Bosshoss, Bosse Tag 2: Die Höhner, Voxxclub, Santiano |
| 2015 | -            | 1            | Uelzen Open R: Peter Maffay, Laith Al-Deen, Stefanie Heinzmann, Wingenfelder & Germein Sister |
| 2016 | ~30.000      | -            | Tag 1: OPEN R FESTIVAL „International“ – Elton John (und Support: Foy Vance) Tag 2: OPEN R FESTIVAL „NEUE TÖNE“ – Mark Forster, Glasperlenspiel, Namika, Johannes Oerding, LOT Tag 3: OPEN R FESTIVAL „Schlager“ – Roland Kaiser, Maite Kelly                                                                                    |
| 2017 | -            | 4            | Tag 1: OPEN R FESTIVAL „International“ -Sting Tag 2: OPEN R FESTIVAL „House & Club“ -Robin Schulz, Jonas Blue, Feder, Hugel, Deepend Tag 3: OPEN R FESTIVAL „NEUE TÖNE“ -Silbermond, Rea Garvey, Gregor Meyle, Max Giesinger Tag 4: OPEN R FESTIVAL „Four Voices“ -Paper Tigers, Milow, Bob Geldof, Roger Hodgson, Amy Macdonald |
| 2018 | -            | 3            | Tag 1: OPEN R FESTIVAL „International“ – a-ha, Michael Patrick Kelly & Tom Gregory Tag 2: OPEN R FESTIVAL „NEUE TÖNE“ – Sarah Connor, Adel Tawil, Tim Bendzko, Julia Engelmann Tag 3: OPEN R FESTIVAL „SCHLAGER“ – Howard Carpendale, Vanessa Mai, Bernhard Bring & mehr                                                         |
| 2019 | ~ 30.000     | 3            | Tag 1: OPEN R FESTIVAL „Back to the 80s“ – UB40, Kim Wilde, Paul Young, Fischer-Z, Clint Ivie Tag 2: OPEN R FESTIVAL „NEUE TÖNE“ – Mark Forster, Max Giesinger, Wincent Weiss, LEA & Adesse Tag 3: OPEN R FESTIVAL – The Kelly Family „We Give Love“ 2019                                                                        |

## Besonderheiten
Durch den Auftritt von Elton John hat das Uelzen Open R 2016 erstmals eine große Medienpräsenz erfahren. Mehrere Fernsehsender berichteten live vom Festival.